# Bielany (gmina)
Pour les articles homonymes, voir Bielany.
Bielany est une gmina rurale du powiat de Sokołów, Mazovie, dans le centre-est de la Pologne.
Son siège administratif (chef-lieu) est le village de Bielany, qui se situe environ 8 km au sud de Sokołów Podlaski (siège de la powiat) et 86 km à l'est de Varsovie (capitale de la Pologne).
La gmina couvre une superficie de 109,6 km2 pour une population de 3 854 habitants en 2006.

## Géographie
La gmina de Bielany inclut les villages et localités de :

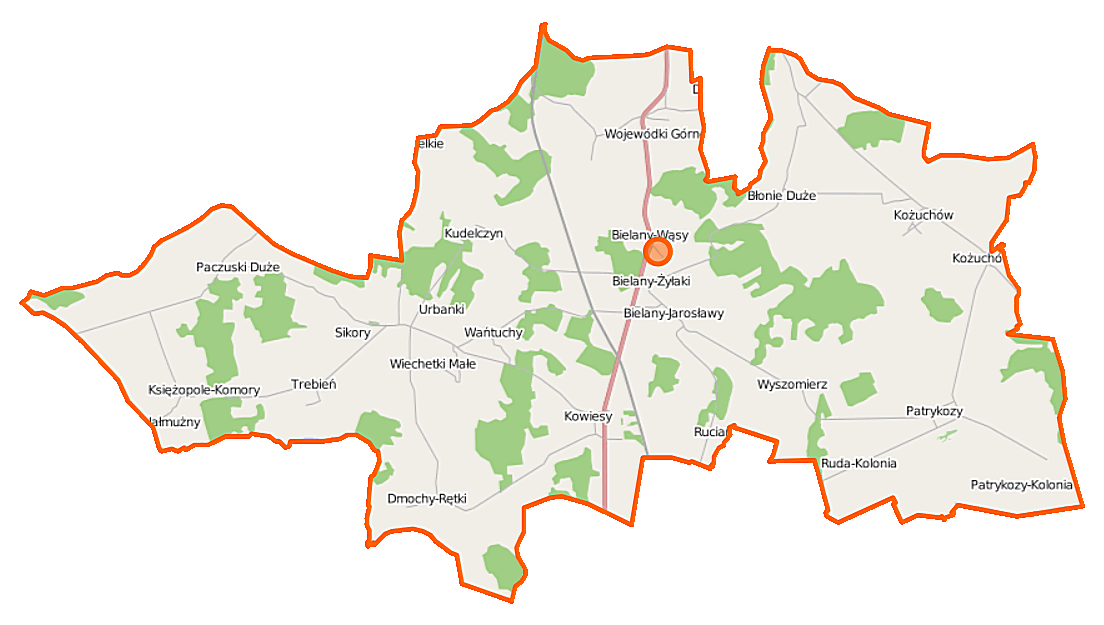
Plan de la gmina

- Bielany
- Bielany-Jarosławy
- Bielany-Wąsy
- Błonie Duże
- Błonie Małe
- Brodacze
- Dmochy-Rętki
- Dmochy-Rogale
- Korabie
- Kowiesy
- Kożuchów
- Kożuchówek
- Księżopole-Budki
- Księżopole-Komory
- Kudelczyn
- Paczuski Duże
- Patrykozy
- Patrykozy-Kolonia
- Rozbity Kamień
- Ruciany
- Ruda-Kolonia
- Sikory
- Trebień
- Wańtuchy
- Wiechetki Duże
- Wiechetki Małe
- Wojewódki Dolne
- Wojewódki Górne
- Wyszomierz

### Gminy voisines
La gmina de Bielany est voisine des gminy suivantes :
- Liw
- Mokobody
- Paprotnia
- Repki
- Sokołów Podlaski
- Suchożebry.

## Structure du terrain
D'après les données de 2002, la superficie de la commune de Kosów Lacki est de 109,6 km2, répartis comme telle :
- terres agricoles : 78 %
- forêts : 17 %

La commune représente 9,69 % de la superficie du powiat.

## Démographie
Données du 30 juin 2004 :
| Description        | Total  | Total | Femmes | Femmes | Hommes | Hommes |
| ------------------ | ------ | ----- | ------ | ------ | ------ | ------ |
| Unité              | Nombre | %     | Nombre | %      | Nombre | %      |
| Population         | 3 919  | 100   | 1 927  | 49,2   | 1 992  | 50,8   |
| Densité (hab./km²) | 35,8   | 35,8  | 17,6   | 17,6   | 18,2   | 18,2   |